# Salutatorian

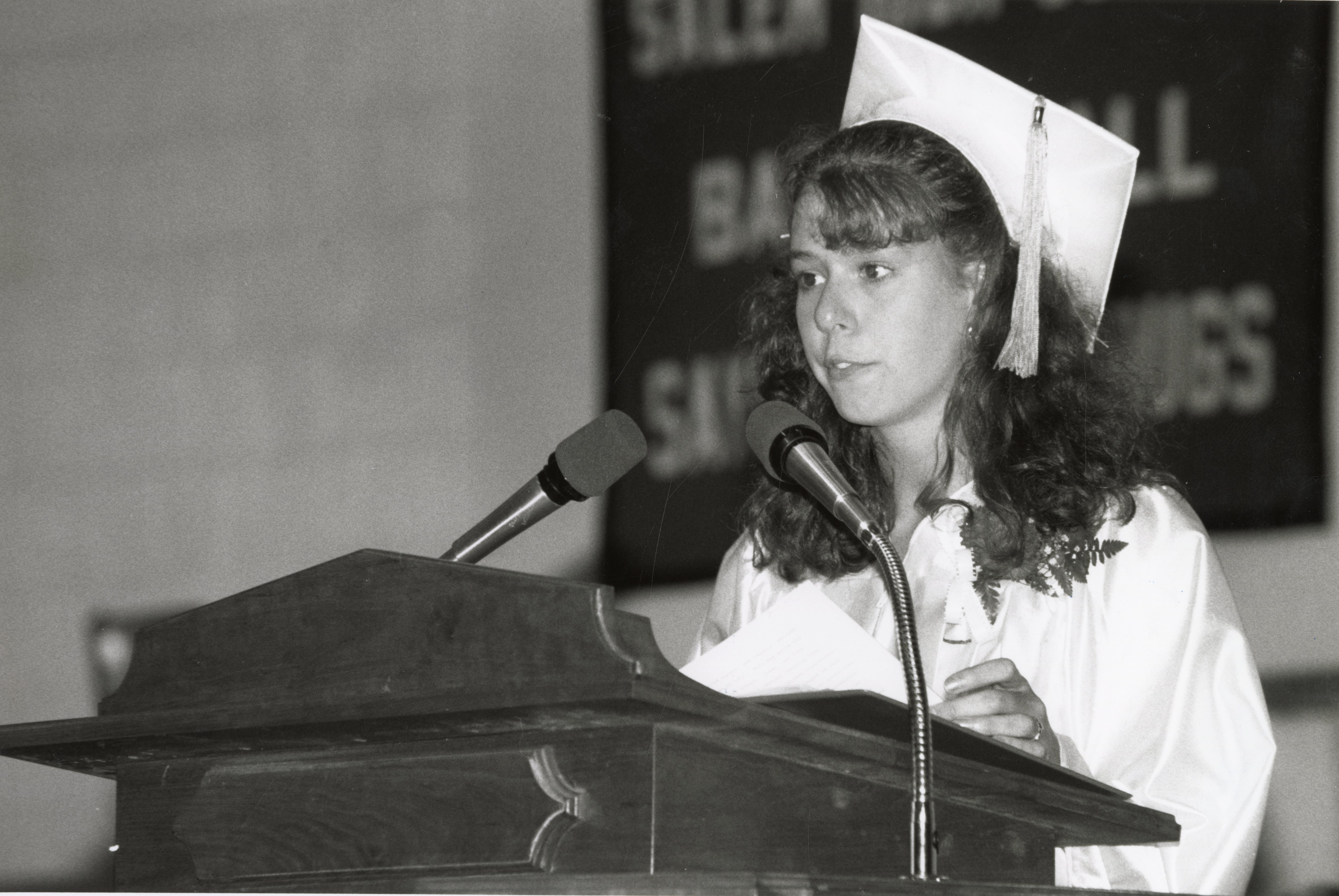
L'étudiante Salutatorian à la Salem High School en 1992.

Salutatorian est un titre universitaire donné aux États-Unis, en Arménie et dans les Philippines au deuxième meilleur diplômé d'une classe de finissants d'une discipline. Seul le valedictorian est mieux classé.
Cet honneur est traditionnellement basé sur les résultats académiques et le nombre de crédits obtenus, mais il peut aussi tenir compte d'autres facteurs tels que les activités périscolaires et parascolaires.
Le titre provient du rôle traditionnel du salutatorian comme premier orateur lors d'une cérémonie de remise des diplômes, prononçant le discours d'accueil (alors que le valedictorian, d'autre part, parle en dernier et livre le discours d'adieu,.